# ایرج عظیمی
ایرج عظیمی، زادهٔ اول مهر ۱۳۲۰ در شیراز کارگردان و فیلم‌نامه‌نویس ایرانی با تابعیت فرانسوی است.

## زندگی‌نامه
ایرج عظیمی پس از کسب دیپلم رهسپار پاریس شد و از سال ۱۹۶۶ تا ۱۹۶۸ در مؤسسهٔ «مطالعات عالی سینمایی» (IDHEC) تحصیل کرد. در ۱۹۷۵ اولین فیلم بلند خود را با عنوان (فرانسوی: Les Jours gris‎) (روزهای ابری) به روی پرده سینما برد. او ساخت حداقل سه فیلم سینمایی دیگر را نیز در کارنامه دارد، از جمله در 1978 (فرانسوی: Utopia‎) با هنرمندی دومینیک ساندا و ژرار بلن و نیز در 1998 (فرانسوی: Le Radeau de La Méduse‎) با هنرمندی ژان یان، کلود ژاد و روفوس (بازیگر).